# Vic Dana
Vic Dana (* 26. August 1942 in Buffalo, New York) ist ein US-amerikanischer Tänzer und Pop-Sänger, der als Sänger hauptsächlich in den 1960er Jahren erfolgreich war.

## Leben
Sammy Davis Jr. entdeckte den elfjährigen Vic Dana bei einer Tanzvorführung in Buffalo. Davis riet der Familie zu einem Umzug nach Los Angeles, damit Dana dort seine Ausbildung als Tänzer und Sänger vervollkommnen konnte. Von 1960 an stellte Dana seine Tänzerambitionen zurück und konzentrierte sich auf eine Karriere als Solosänger. Gemeinsame Auftritte mit der Gruppe The Fleetwoods, bei denen er später auch zeitweilig den Sänger Gary Troxel vertrat, verhalfen Dana zu einem Schallplattenvertrag bei der Plattenfirma Dolton Records. Neben den Fleetwoods und den Ventures wurde Dana der erfolgreichste Künstler der in Seattle ansässigen Firma.
Unter der Katalog-Nr. 34 veröffentlichte Dolton im Januar 1961 Vic Danas erste Single mit den Titeln Someone New / The Girl in My Dreams. Erfolg stellte sich jedoch erst mit der dritten Platte ein, deren Titel Little Altar Boy im November 1961 in die Billboard Hot 100 aufgenommen wurde und bis zum Platz 45 aufstieg. Bis 1970 war Dana mit 15 Titeln in den Hot 100 vertreten; seinen größten Erfolg hatte er 1965 mit Red Roses for a Blue Lady. Das Lied erreichte Platz 10 und hielt sich zehn Wochen in den Hot 100.
Nachdem das Dolton-Label, bei dem Dana innerhalb von sechs Jahren 23 Singles aufgenommen hatte, von der Plattenfirma Liberty aufgekauft worden war, brachte diese ab 1967 Danas Platten heraus. Seine erste Libertyplatte (# 54547) enthielt die Wiederveröffentlichungen seiner beiden früheren Erfolgstitel Red Roses for a Blue Lady / Shangri-La. Von den 13 Singles, die Dana bei Liberty herausbrachte, schafften nur zwei 1970 Titel den Sprung in die Hot 100: If I Never Knew Your Name auf Platz 47 und Red Red Wine auf Platz 72. 1970 lief Danas Plattenvertrag bei Liberty aus, und es folgten zwei erfolglose Singleveröffentlichungen bei Columbia Records. Einen letzten Erfolg hatte er 1976 mit dem Titel Lay Me Down, der unter Nr. 93 bei Casino herausgebracht, Platz 20 in den Easy-Listening-Charts von Billboard erreichte. Nach dem Ende seiner Künstlerkarriere ließ sich Vic Dana in Paducah, Kentucky nieder.

## Single-Diskografie
| Titel                                                | Kat.Nr.  | veröffentlicht |
| ---------------------------------------------------- | -------- | -------------- |
|                                                      | Dolton   |                |
| Someone New / The Girl in My Dreams                  | 34       | 1/1961         |
| The Story Behind My Tears / Golden Boy               | 42       | 5/1961         |
| Little Altar Boy / Hello, Roommate                   | 48       | 11/1961        |
| I Will / Proud                                       | 51       | 3/1962         |
| To Love and Be Loved / Time Can Change               | 58       | 7/1962         |
| A Very Good Year for Girls / Looking for Me          | 64       | 9/1962         |
| Danger / Heart, Hand and Teardrop                    | 73       | 5/1963         |
| More / That’s Why I’m Sorry                          | 81       | 7/1963         |
| A Voice in the Wind / Prisoners Song                 | 87       | 9/1963         |
| So Wide the World / Close Your Eyes                  | 89       | 11/1963        |
| Shangri-La / Warm And Tender                         | 92       | 3/1964         |
| Love Is All We Need / I Need You Now                 | 95       | 6/1964         |
| Garden in the Rain / Stairway to the Stars           | 99       | 10/1964        |
| Frenchy / It Was Night                               | 301      | 1/1965         |
| Red Roses for a Blue Lady / Blue Ribbons             | 304      | 3/1965         |
| Bring a Little Sunshine / That’s All                 | 305      | 5/1965         |
| Moonlight and Roses / What'll I Do                   | 309      | 7/1965         |
| Crystal Chandelier / What Now My Love                | 313      | 11/1965        |
| Lovely Kravezit / Hello Roommate                     | 317      | 1966           |
| I Love You Drops / Sunny Skies                       | 319      | 1966           |
| A Million and One / My Baby Wouldn’t Leave Me        | 322      | 1966           |
| Distant Drums / Same                                 | 324      | 1966           |
| Grown up Games / So What’s New                       | 326      |                |
|                                                      | CBS      |                |
| The Love in Your Eyes / Child Of Mine                |          | 1967           |
|                                                      | Liberty  |                |
| Red Roses for a Blue Lady / Shangri-La               | 54547    | 1967           |
| A Little Bit Later / Travelin’                       | 55950    | 1967           |
| A Lifetime Lovin’ You / Guess Who You                | 55998    | 1967           |
| Glory of Love / Let the Good Times in                | 56023    | 1968           |
| Didn’t We / Then                                     | 56050    | 1968           |
| Roses Are Red / Little Arrows                        | 56071    | 1968           |
| You Are My Destiny / Where Has All Love Gone         | 56098    | 1969           |
| Look of Leavin’ / Loneliness                         | 56109    | 1969           |
| Aren't We the Lucky Ones / I Tried to Love You Today | 56137    | 1969           |
| If I Never Knew Your Name / Sad Day Song             | 56150    | 1969           |
| Clinging Vine / Get in Line Girl                     | 56156    | 1970           |
| Red Red Wine / Another Dream Shot Down               | 56163    | 1970           |
| Point of No Return / Put Your Hand in the Hand       | 56209    | 1970           |
|                                                      | Columbia |                |
| You Gave Me a Reason / It Won’t Hurt To Try It       | 45261    | 1970           |
| If You Think I Love You Now (Mono) / dgl. (Stereo)   | 45342    | 1971           |

In Deutschland brachte Liberty Ende der 1960er Jahre folgende deutschsprachige Vic-Dana-Singles heraus:
- Engel fallen nicht vom Himmel / Wonderful World (Katalog-Nr. 15100)
- Wenn du mal allein bist / Lady Sugarfield (15125)
- 1000 rosarote Pfeile / So schöne Augen (15162)
- Du sollst mein Schicksal sein / Jeder kommt mal wieder (15279)
- All die Worte / Sag nur Auf Wiedersehn (23479)

## Chartplatzierungen

### Alben
| Jahr | Titel                     | Höchstplatzierung, Gesamtwochen, AuszeichnungChartsChartplatzierungen (Jahr, Titel, Platzierungen, Wochen, Auszeichnungen, Anmerkungen) | Anmerkungen |
| Jahr | Titel                     | US | Anmerkungen |
| ---- | ------------------------- | --- | ----------- |
| 1963 | More                      | US111 (9 Wo.)US |             |
| 1963 | Shangri-La                | US116 (5 Wo.)US |             |
| 1965 | Red Roses For A Blue Lady | US13 (21 Wo.)US |             |

### Singles
| Jahr | Titel Album                                                     | Höchstplatzierung, Gesamtwochen, AuszeichnungChartplatzierungen (Jahr, Titel, Album, Platzierungen, Wochen, Auszeichnungen, Anmerkungen) | Höchstplatzierung, Gesamtwochen, AuszeichnungChartplatzierungen (Jahr, Titel, Album, Platzierungen, Wochen, Auszeichnungen, Anmerkungen) | Anmerkungen |
| Jahr | Titel Album                                                     | AT | US | Anmerkungen |
| ---- | --------------------------------------------------------------- | --- | --- | ----------- |
| 1961 | Little Altar Boy This Is Vic Dana                               | — | US45 (8 Wo.)US |             |
| 1962 | I Will More                                                     | — | US47 (9 Wo.)US |             |
| 1963 | Danger                                                          | — | US96 (2 Wo.)US |             |
| 1963 | More                                                            | — | US42 (11 Wo.)US |             |
| 1964 | Shangri-La                                                      | — | US27 (10 Wo.)US |             |
| 1964 | Love Is All We Need Golden Greats                               | — | US53 (7 Wo.)US |             |
| 1964 | Garden In The Rain Golden Greats                                | — | US97 (3 Wo.)US |             |
| 1965 | Red Roses For A Blue Lady                                       | AT8 (4 Wo.)AT | US10 (12 Wo.)US |             |
| 1965 | Bring A Little Sunshine (To My Heart) Golden Greats             | — | US66 (6 Wo.)US |             |
| 1965 | Moonlight And Roses (Bring Mem’ries Of You) Moonlight And Roses | — | US51 (9 Wo.)US |             |
| 1965 | Crystal Chandelier                                              | — | US51 (7 Wo.)US |             |
| 1966 | I Love You Drops Town & Country                                 | — | US30 (8 Wo.)US |             |
| 1966 | A Million And One                                               | — | US71 (3 Wo.)US |             |
| 1970 | If I Never Knew Your Name                                       | — | US47 (12 Wo.)US |             |
| 1970 | Red Red Wine If I Never Knew Your Name                          | — | US72 (6 Wo.)US |             |

grau schraffiert: keine Chartdaten aus diesem Jahr verfügbar